# Niklaus Meienberg

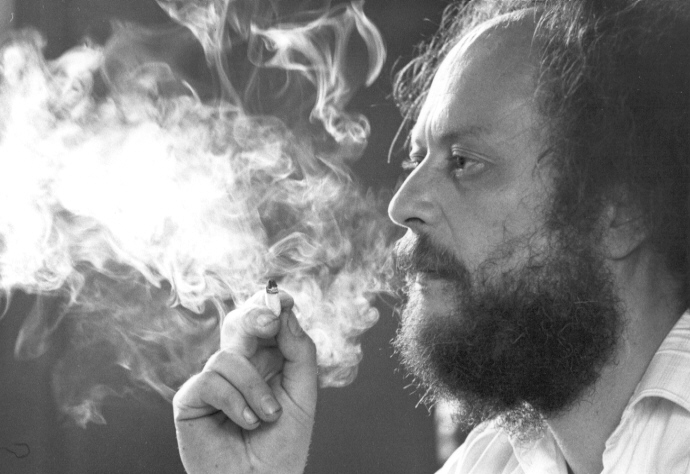
Niklaus Meienberg (1979)

Niklaus Meienberg (* 11. Mai 1940 in St. Gallen; † 22. September 1993 in Zürich) war ein Schweizer Historiker, Journalist und Schriftsteller.
Meienberg lebte in Zürich und veröffentlichte zu Lebzeiten zehn Bücher mit Reportagen und Texten zur Zeitgeschichte. Diese haben massgeblich zur öffentlichen Meinungsbildung der Schweiz im 20. Jahrhundert beigetragen. Seine engagierten, angriffigen und sprachlich geschliffenen Texte gelten bis heute als Musterbeispiele eines investigativen Journalismus und geniessen in Journalistenschulen grossen Stellenwert.

## Leben
Niklaus Meienberg wurde 1940 als Sohn von Alois Meienberg, einem Revisor bei der Raiffeisen Bank, und dessen Frau Maria Meienberg (geborene Geiges) geboren. Die Beziehung zu seiner Mutter blieb sein ganzes Leben über sehr eng. Meienberg wuchs im katholischen Milieu im St. Galler Quartier St. Fiden auf. Er war Ministrant und wurde auch später in seiner Zeit in der Klosterschule als «aufrührerisch fromm» beschrieben. Sein deutlich älterer Bruder Peter (1929–2021) war als Missionar und Entwicklungshelfer in Ostafrika tätig.
Niklaus Meienberg ging nach seiner fünfjährigen Internatszeit in der Klosterschule Disentis als 20-Jähriger für ein Jahr in die USA, ins New Yorker Büro des Migros-Genossenschafts-Bundes. Anschliessend betätigte er sich wenige Tage als Bulldozerfahrer im kanadischen Vancouver. Danach begann er 1961 ein Studium mit Hauptfach Geschichte, zunächst an der Uni Freiburg, später an der ETH Zürich und mit einem Stipendium in Paris. Wieder in Freiburg, schloss er 1969 seine Studien ab mit der Lizenziatsarbeit De Gaulle und die USA von 1940–42.
In seiner Studienzeit war er ab 1964 Präsident des Vereins «Schweizer Freunde Angolas». Ausserdem engagierte er sich im Jahr 1964 kurzzeitig in der «Schulungsgemeinschaft» des katholischen Theologen Hans Urs von Balthasar. In seine Zeit in Paris fiel der Mai 1968 in Frankreich, an dem er eher als Beobachter denn als Aktivist teilnahm.
Ab 1966 war Meienberg beruflich fünf Jahre lang Pariser Korrespondent der Weltwoche. Ab 1971 fertigte er Beiträge für das Kulturmagazin Perspektiven des Schweizer Fernsehens sowie etliche Produktionen für Radio DRS, so für die satirische Sendung Faktenordner. Gleichzeitig wurde er (bis 1976) freier Mitarbeiter des Zürcher Tages-Anzeigers und des Tages-Anzeiger Magazins (heute Das Magazin). Von 1982 bis 1983 war Meienberg Leiter des Pariser Büros der Hamburger Illustrierten Stern. Danach arbeitete er als Schriftsteller und als freier Mitarbeiter der Zürcher WochenZeitung (WOZ).
1973 plante er, seine Reportagen in Buchform zu publizieren, und lernte auf der Suche nach einem Verleger den Schweizer Schriftsteller Otto F. Walter kennen, zu dem ein freundschaftliches Verhältnis entstand. Persönliche und berufliche Differenzen führten jedoch ab ca. 1979 zum Zerwürfnis. Meienberg warf Walter vor, seine Lebensgeschichte auf unangemessene Weise für seine Romane zu verwerten. Hinzu kam Walters negatives Urteil über Meienbergs lyrisches Schaffen. Nachdem der private Kontakt bereits zum Erliegen gekommen war, trugen die beiden 1983/1984 in der WOZ eine öffentliche Debatte zum Verhältnis zwischen politisch engagierter Literatur und gesellschaftlicher Wirklichkeit aus («Realismusdebatte»).
Nachdem die manischen und depressiven Episoden, die Meienberg seit der Internatszeit durchmachte (und auch beschrieb), sich in den besten Jahren etwas gelegt hatten, nahmen sie Anfang der 90er Jahre wieder an Heftigkeit zu und steigerten sich während des Golfkrieges zum Wahn. Er glaubte sich von der CIA verfolgt und meinte, die Welt vor einem Atomkrieg bewahren zu müssen. Am 11. September 1992 wurde er von zwei Nordafrikanern zusammengeschlagen. Von den Folgen dieses Überfalls erholte er sich nicht mehr. Kurz nacheinander folgten weitere Schicksalsschläge: der Tod der Mutter, «die einzige Instanz, die er respektiert hat», die Trennung von seiner letzten Freundin; eine harsche Abrechnung mit seinem Werk in der NZZ; ein schwerer Motorradunfall in Frankreich. Am 22. September 1993 starb Niklaus Meienberg durch Suizid.
In den Jahren nach Meienbergs Tod wurde sein Privatleben erneut öffentlich diskutiert, als Aline Graf 1998 das Buch «Der andere Niklaus Meienberg: Aufzeichnungen einer Geliebten» veröffentlichte. Darin schilderte sie eine achtjährige, geheime Beziehung zu Meienberg. Das Buch erregte Aufsehen und Kontroversen aufgrund der intimen Einblicke und der persönlichen Darstellung Meienbergs.

## Literarisches Schaffen
Wegen seiner kritischen Texte zur Schweizer Geschichte und Gegenwart wurde er 1976 beim Tages-Anzeiger – vom Verleger Otto Coninx gegen den Willen der Redaktion – mit einem langjährigen Schreibverbot belegt. Den Ausschlag gab ein ironischer Artikel «Einen schön durchlauchten Geburtstag…» über Fürst Franz Josef II. von Liechtenstein im Tages-Anzeiger vom 7. August 1976.
1977 musste er wegen Passagen des Films Die Erschiessung des Landesverräters Ernst S. vor Gericht. Wegen eines geplanten Theaterstücks über Ulrich Wille ergab sich 1977 eine weitere Vorladung. Meienberg, der von Moritz Leuenberger verteidigt wurde, gewann den Prozess gegen die beiden Söhne Willes.
Im Frühling 1987 schrieb Meienberg in der Weltwoche eine kritische, viel beachtete Artikelserie, in welcher er Ulrich Wille und dessen Familie porträtierte. Als Die Welt als Wille & Wahn erschien sie im Herbst desselben Jahres in Buchform. Meienberg stützte sich dabei unter anderem auf unveröffentlichte Briefe Willes an seine Frau, die Meienberg ohne Erlaubnis in einem Dekorationsstück einer Ausstellung von Roland Gretler, mit dem er das Museum besuchte, fotografieren liess, wie er im Nachwort des Buchs selbst schrieb: «Die wachhabende Aufsichtsperson des Ortsmuseums Meilen hatte das Buch noch nie aufgeblättert gehabt, freute sich aber, dass sein Inhalt dem Fotografen Roland Gretler und mir so gut gefiel, und hatte nichts dagegen, dass ich einige Passagen exzerpierte und Roland Gretler ein paar Dutzend Seiten integral fotografierte.» Der damals kritische Historiker und stellvertretende Chefredaktor der NZZ, Alfred Cattani, nannte das Buch ein Pamphlet, pflichtete Meienberg aber bei, dass das Archiv der Familie veröffentlicht gehöre. Bisher ist dies nicht geschehen, weshalb es bis heute keine kritische Biografie gibt.
Niklaus Meienbergs Nachlass wird im Schweizerischen Literaturarchiv in Bern aufbewahrt.

## Stimmen von Zeitgenossen

Niklaus Meienberg, 1993
(Foto: Herbert Maeder)

«Für mich ist Meienberg vor allem ein grosser Prosaautor. Wo diese Prosa schliesslich erschienen ist, das ist gleichgültig. Das ist ähnlich wie bei Heine. Heinrich Heine hat einen grossen Teil seines Werks für Zeitungen geschrieben. Das gehört heute zur verbindlichen deutschen Prosa.»

«Es stimmt halt, was er geschrieben hat.»

## Auszeichnungen und Ehrungen
- 1982: Adolf-Grimme-Preis mit Bronze für Es ist kalt in Brandenburg (Hitler töten) (zusammen mit Villi Hermann und Hans Stürm)[30]
- 1988: Werkpreis der Max-Frisch-Stiftung
- 1989: Zürcher Journalistenpreis
- 1990: Kulturpreis der Stadt St. Gallen

2006 wurde in St. Gallen im neuen Quartier Birnbäumen, unweit seines Herkunftsquartiers St. Fiden, eine Strasse nach Meienberg benannt.

## Werke
- Reportagen aus der Schweiz. Vorwort von Peter Bichsel, Luchterhand, Darmstadt 1974, ISBN 3-472-86395-1; Neuausgabe: Limmat Verlag, Zürich 1994, ISBN 3-85791-227-8.
- Das Schmettern des gallischen Hahns. Reportagen aus Frankreich. Luchterhand, Darmstadt 1976, ISBN 3-472-86415-X; Limmat, Zürich 1987, ISBN 3-85791-123-9.
- Die Erschiessung des Landesverräters Ernst S. Luchterhand, Darmstadt 1977, ISBN 3-472-61247-9; erweiterte Neuausgabe: Limmat, Zürich 1992, ISBN 3-85791-201-4; Neuauflage 2013: ISBN 978-3-85791-719-6 (Buch) und ISBN 978-3-85791-720-2 (DVD-Video).
- Es ist kalt in Brandenburg. Ein Hitler-Attentat. Limmat, Zürich 1980; Wagenbach, Berlin 1990, ISBN 3-8031-2186-8.
- Die Erweiterung der Pupillen beim Eintritt ins Hochgebirge. Poesie 1966–1981. Limmat, Zürich 1981, ISBN 3-85791-028-3.
- Vorspiegelung wahrer Tatsachen. Limmat, Zürich 1983, ISBN 3-85791-060-7.
- Der wissenschaftliche Spazierstock. Limmat, Zürich 1985, ISBN 3-85791-095-X.
- Heimsuchungen. Ein ausschweifendes Lesebuch. Diogenes, Zürich 1986, ISBN 3-257-21355-7.
- Die Welt als Wille & Wahn. Elemente zur Naturgeschichte eines Clans. Limmat, Zürich 1987, ISBN 3-85791-128-X.
- Vielleicht sind wir morgen schon bleich u. tot. Limmat, Zürich 1989, ISBN 3-85791-149-2.
- Weh unser guter Kaspar ist tot. Plädoyers u. dgl. Limmat, Zürich 1991, ISBN 3-85791-185-9.
- Geschichte der Liebe und des Liebäugelns. Limmat, Zürich 1992, ISBN 3-85791-210-3.
- Zunder. Überfälle, Übergriffe, Überbleibsel. Diogenes, Zürich 1993; ebd. 1995, ISBN 3-257-22775-2.
- Reportagen 1 & 2. Limmat, Zürich 2000, ISBN 3-85791-343-6.
- St. Fiden – Paris – Oerlikon (= Das Magazin – Schweizer Bibliothek, Band 8), Tamedia, Zürich 2006, ISBN 3-905753-08-1.[32]

## Filmografie
- Filme für das Schweizer Fernsehen, zusammen mit Villi Hermann:
  - 1974: Ein Fremdarbeiter namens Liebermann
  - 1974: Bundesarchiv – Putzfrauen und Politiker
- 1979: Die Erschiessung des Landesverräters Ernst S., Drehbuchautor (mit Richard Dindo)
- 1981: Es ist kalt in Brandenburg (Hitler töten) (mit Villi Hermann und Hans Stürm)

## Film
- DER Meienberg. Dokumentarfilm-Porträt von Tobias Wyss. 84 Min. Schweiz 1999.[34]

## Ausstellungen
- 2013/2014: «Warum Meienberg? Pourquoi Meienberg?» Journalist, Historiker, Dichter & Zeitgenosse. Kulturraum am Klosterplatz, St. Gallen (16. August – 29. September 2013) / Zentral- und Hochschulbibliothek Luzern (16. November 2013 bis 15. Januar 2014)[35][36][37]

## Meienberg als literarische Figur
- Daniel de Roulet: Staatsräson. Roman. Aus dem Französischen von Yves Raeber, Limmat, Zürich 2021, ISBN 978-3-03926-019-5.[38]